# بكتيريا حلزونية
البكتيريا الحلزونية أو البكتبريا اللولبية (بالإنجليزية: Spiral bacteria)‏ هي بكتيريا حلزونية (لولبية) الشكل، تُعتبر الشكل الثالث الرئيسي ضمن التصنيف الشكلي [الإنجليزية] لبدائيات النوى إلى جانب العصيات قضيبية الشكل والمكورات المدورة. يُمكن تصنيف البكتيريا الحلزونية حسب عدد اللفات لكل خلية، وسمك الخلية، ومرونة الخلية، والحركة. يُوجد نوعين من الخلايا الحلزونية هما الحليزينات والملتويات، حيث تكون الحليزينات صلبةً مع سوطٍ خارجي، وتكون الملتويات مرنةً مع سوطٍ داخلي.

## حليزنة

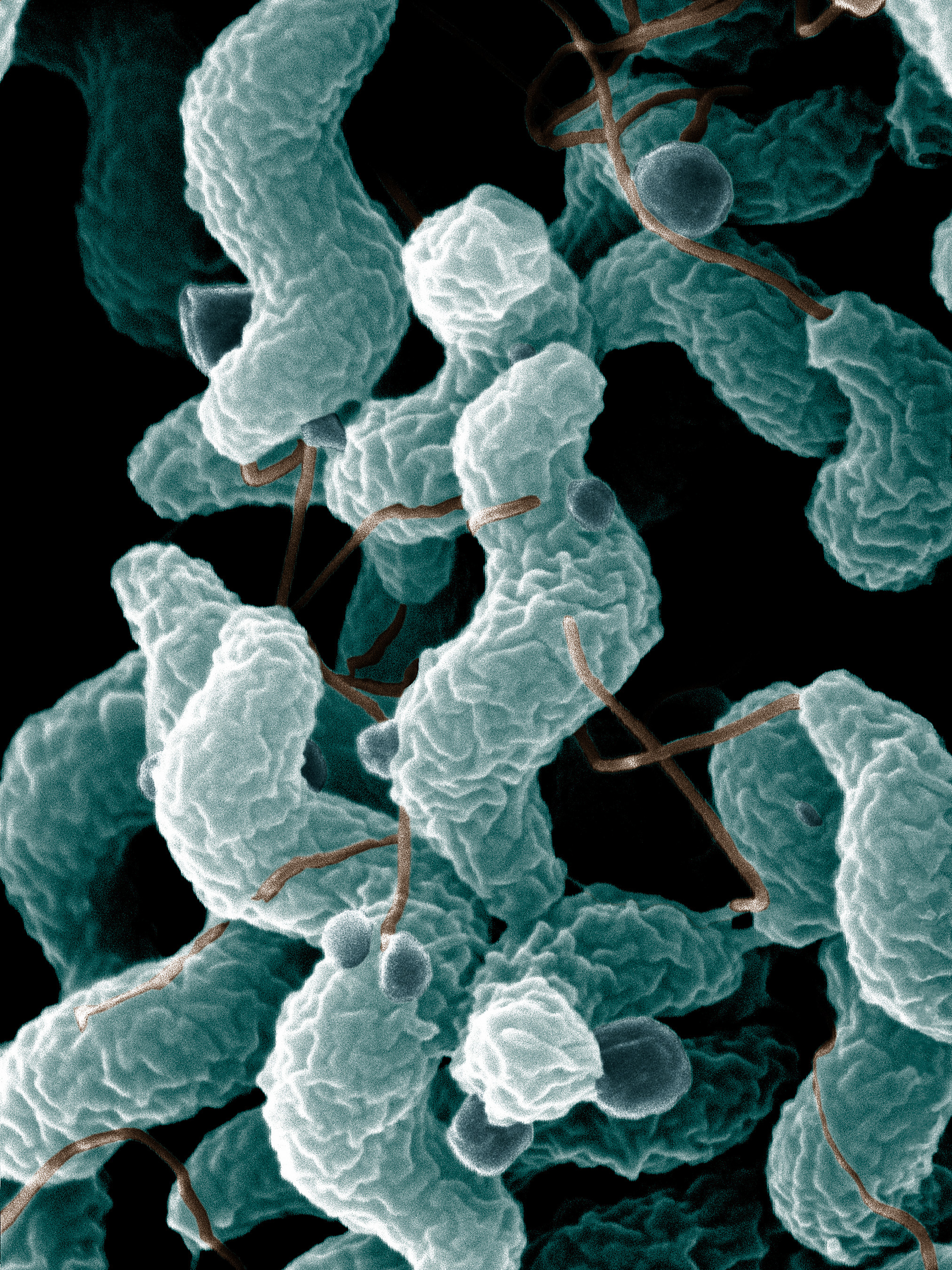
العطيفة الصائمية هي من الحليزنات الشائعة

الحليزنة (جمعها حليزينات) هي نٌوع من البكتيريا الحلزونية الصلبة، وهي سالبة الجرام، وعادةً تمتلك سوطين متقابلين أو تكون عفرية السياط. من الأمثلة عليها:
- أعضاء جنس الحليزنة
- أنواع العطيفة، مثل العطيفة الصائمية، وهي من مسببات الأمراض التي تنتقل عن طريق الأغذية، حيثُ تسبب داء العطائف.
- الأنواع الملوية، مثل الملوية البوابية والتي تسبب القرحة الهضمية.

## ملتوية
المتلوية (جمعها ملتويات) هي بكتيريا لولبية رفيعة طويلة مرنة تكون متحركةً عن طريق سوطٍ داخلي محيطي داخل الغشاء الخارجي. نظرًا لخصائصها الشكلية، فإنهُ تكون صعبةً على صبغات غرام ولكن يمكن إظهارها باستخدام مجهر الساحة المظلمة أو ملون وارثن-ستاري. من الأمثلة عليها:
- أعضاء في شعبة البكتيريا الملتوية
- أنواع البريمية، والتي تسبب داء البريميات.
- أنواع البوريليا، مثل البوريليا البرغدورفيرية، وهي بكتيريا ينقلها القراد، وتسبب مرض لايم.
- أنواع اللولبيات، مثل اللولبية الشاحبة، والتي تسبب أنواع فرعية من داء المشعرات، والتي تتضمن الزهري.

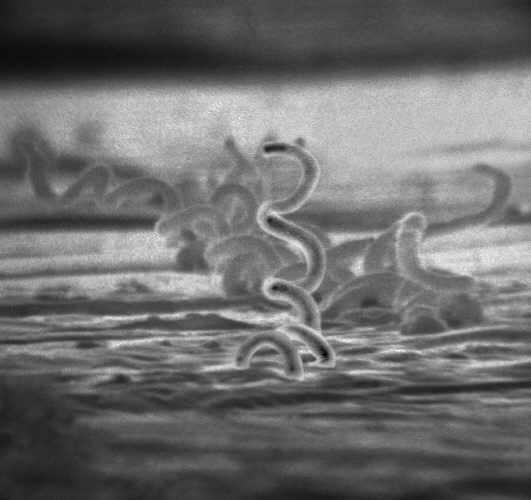
اللولبية الشاحبة هي بكتيريا رفيعة، تعتبر العامل المسبب للزهري. الصُورة مكبرة 400 مرة